# ぶ

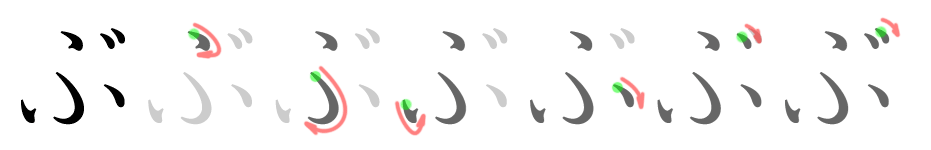
「ぶ」の筆順

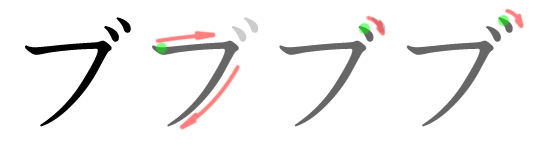
「ブ」の筆順

ぶ、ブは、日本語の音節のひとつであり、仮名のひとつである。1モーラを形成する。ふ、フに濁点をつけた文字である。
- 現代標準語の音韻: 1子音と1母音「う」から成る音。両唇を閉じてから開く破裂音。有声子音。
- 発音： ぶ[ヘルプ/ファイル]

## ぶ に関わる諸事項
- 「ぶ」は、「ゔ」のかわりに使用されることがある。とりわけV音を持つ外来語をカナで表記しようとした場合、｢"ぶ"と"ゔ"のどちらで表記するのか｣を巡って混乱・論争の元となることがある。
- 「ブー」は、豚の鳴き声を示す。
- 「ブー」は、ブザーの音を表す。また、警報の音を示す。転じてクイズ番組などで問題に間違った時の音、およびタイムアップの音を示す。
- 「ぶー」は、不満の意味を表す。（ぶーたれる）
- 漢字の部首「无部」の部首名は、部首字「无」の漢音から単に「ぶ」と呼ばれることがある。